# Salicylany
Salicylany – grupa organicznych związków chemicznych – soli i estrów kwasu salicylowego – o wzorze ogólnym C
6H
4(OH)COOR. Niektóre salicylany stosowane są w lecznictwie (np. salicylan fenylu, salicylan sodu) lub jako substancje zapachowe (np. salicylan benzylu, salicylan izobutylu).